# Melchior Vulpius
Melchior Vulpius (né vers 1570 à Wasungen; mort le 7 août 1615 à Weimar) était un Cantor et compositeur religieux allemand.
Vulpius venait d'une famille d'artisans. Il fréquenta l'école de la ville de Wasungen en Thuringe, et reçu son instruction de Johannes Steuerlein. Il a fréquenté l'école de Spire à partir de 1588. Après son mariage en 1589, il obtient un poste au lycée de Schleusingen. En 1596 il est nommé Cantor à Weimar. Il a écrit et publié de la musique religieuse. L'un de ses plus célèbres morceau est l'hymne « Ach, bleib mit deiner Gnade » sur un texte de Josua Stegmann, qui est souvent chanté dans les églises protestantes au Nouvel An et à la fin des services. Les Cantiones Sacrae (1602 et 1604); Kirchengesänge und geistliche Lieder Dr. Luthers (1604); Canticum beatissimae (1605) et Ein schön geistlich Gesangbuch (1609) réunissent d'importantes compilations. Le Cantional (une collection de chants) a été publié à Gotha en 1646 après sa mort.

## Lieder
- Der Tag bricht an und zeiget sich
- Die helle Sonn
- Christus, der ist mein Leben / Ach bleib mit deiner Gnade
- Jesu, deine Passion
- Hinunter ist der Sonne Schein
- Lobt Gott den Herrn ihr Heiden all

## Compositions
- Pars prima Cantionum sacrarum 1602
- Pars secunda selectissimarum Cantionum sacrarum 1603
- Kirchen Geseng und Geistliche Lieder D. Martini Lutheri und anderer frommen Christen 1604
- Erster Theil Deutscher Sonntäglicher Evangelien Sprüche 1612
- Das Leiden und Sterben Unsers Herrn Erlösers Jesu Christi auß dem heiligen Evangelisten Matthäo 1613 (Neuausgabe 1981)
- Der ander Theil Deutscher Sonntäglicher Ev. Sprüche 1614

## Sources
- (de) Robert Eitner, « Vulpius, Melchior », dans Allgemeine Deutsche Biographie (ADB), vol. 40, Leipzig, Duncker & Humblot, 1896, p. 388-389

## Source de la traduction
- (de) Cet article est partiellement ou en totalité issu de l’article de Wikipédia en allemand intitulé « Melchior Vulpius » (voir la liste des auteurs).